# Jornal de Negócios
Jornal de Negócios, zu Deutsch „Handelsblatt“, ist eine portugiesische Wirtschaftszeitung mit wirtschaftsliberaler Ausrichtung. Sie ist die einzige große Wirtschaftszeitung Portugals neben dem Diário Económico und erscheint im Berliner Format. Das Blatt gehört dem Medienkonzern Cofina.
Die Zeitung entstand zunächst online, ab dem 23. November 1997 war diese unter negocios.pt zu erreichen und war als Onlinesparte des Fernsehkanals Canal de Negócios konzipiert. Am 8. Januar 1998 erschien die Zeitung erstmals in gedruckter Form, zunächst jedoch noch als Wochenzeitung. Sie wurde von den Unternehmern José Diogo Madeira und Tiago Cortez gemeinsam mit der Familie Vaz Guedes (über die Holding MediaFin SGPS) gegründet. Seit dem 8. Mai 2003 erscheint die Zeitung werktäglich (von Montag bis Freitag). Seit dem Verkauf der MediaFin SGPS gehört die Zeitung zum Medienkonzern Cofina.
Erster Chefredakteur des Jornal de Negócios war José Diogo Madeira (bis März 2000), auf ihn folgte Rui Borges (bis September 2001) und dann José Diogo Madeira (bis Oktober 2002). Daraufhin übernahm Sérgio Figueiredo das Blatt und leitete die Redaktion bis zum Februar 2007. Dann übernahm Pedro Santos Guerreiro die Leitung und im Jahr 2013 Helena Garrido. Raul Vaz wurde 2016 Chefredakteur und wurde im November 2017 durch André Veríssimo ersetzt. Seit März 2021 wird das Blatt von Diana Ramos geleitet.
Die Auflage lag 2011/12 noch bei etwa 16.000 Stück pro Tag; 2019 wurden noch 3.980 Exemplare gedruckt. 1997 als Onlineportal gegründet (negocios.pt war das erste Online-Wirtschaftsmagazin Portugals), erschien die erste Printausgabe im Januar 1998 zunächst als Wochenzeitung, ab März 2003 werktäglich.